# -gisel
Gisel- oder -gisel ist ein Wortbestandteil in verschiedenen germanischen und deutschen Personennamen.

## Herkunft und Bedeutung
Diese Namen trugen Vertreter westgermanischer Stämme seit dem 4. Jahrhundert (Godigisel).
Die Formen leiteten sich von althochdeutsch gisil, Nachkomme eines vornehmen Geschlechts oder gisal, Geisel, Bürge, Pfand her.

## Namen

### Gisel-
- Gisela
- Giselbert
- Giselhard
- Giselher
- Gísli, Gisle
- Gislenus, Gislo

### -gisel
- Aldgisl
- Ansegisel[1], Ansegise[2]
- Arnegisclus[3]
- Caregisil[4]
- Godegisel, Godigisel
- Modegisil[5]
- Ragnegisil[6]
- Theudigisel